# 8393 Tetsumasakamoto
8393 Tetsumasakamoto eller 1993 TJ1 är en asteroid i huvudbältet som upptäcktes den 15 oktober 1993 av de båda japanska astronomerna Kazuro Watanabe och Kin Endate vid Kitami-observatoriet. Den är uppkallad efter japanen Tetsuma Sakamoto.
Asteroiden har en diameter på ungefär 5 kilometer och den tillhör asteroidgruppen Levin.